# بابيت
بابيت (بالإنجليزية: Babbitt) هي رواية بقلم سنكلير لويس نشرت لأول مرة في عام 1922. وهي تسخر إلى حد كبير من الثقافة والمجتمع والسلوك الأميركي، وتنتقد الفراغ في حياة الطبقة المتوسطة الأميركية والضغط تجاه المطابقة. أصبح الكتاب من أكثر الكتب مبيعًا وأثار الجدل، وكان مؤثرا في قرار منح لويس جائزة نوبل في الأدب عام 1930.
دخلت كلمة «بابيت» اللغة الإنجليزية باعتبارها «شخص وبالأخص تاجر أو عامل يتفق بدون تفكير مع معايير الطبقة الوسطى السائدة».

## الحبكة
ذكرت مراجعة المجموعة الذكية "لا توجد أي حبكة على الإطلاق. ببساطة يكبر بابيت عامين مع تطور القصة."
تتتبع الفصول السبعة الأولى حياة جورج إف. بابيت على مدار يوم واحد. على الإفطار يُدلل بابيت سمسار العقارات الناجح ابنته تينكا ذات العشر سنوات ويحاول ثني ابنته فيرونا ذات الاثنين والعشرين عامًا عن ميولها الاشتراكية الجديدة ويشجع ابنه تيد ذي السبعة عشر عامًا على بذل المزيد من الجهد في المدرسة. في المكتب يُملي الرسائل ويناقش إعلانات العقارات مع موظفيه. تدريجيًا يُدرك بابيت استياءه من "الحلم الأمريكي" ويحاول تهدئة هذه المشاعر بالذهاب للتخييم في ولاية مين مع صديقه المقرب وزميله القديم في السكن الجامعي بول ريسلينج. مع أن الرحلة كانت مليئة بالنجاحات والإخفاقات إلا أن الرجلين يعتبرانها ناجحة بشكل عام ويغادران وهما متفائلان بالعام المقبل.
في اليوم الذي انتُخب فيه بابيت نائبًا لرئيس نادي "بوسترز" اكتشف أن بول أطلق النار على زوجته زيلا. توجه بابيت على الفور إلى السجن حيث يُحتجز بول محاولًا إيجاد طرق لمساعدته. بعد اعتقال بول بفترة وجيزة ذهبت زوجة بابيت وابنته لزيارة أقاربهما تاركتين بابيت وحيدًا تقريبًا. بدأ بابيت يتساءل عما يريده حقًا في الحياة. مع مرور الوقت بدأ بابيت بالتمرد على جميع المعايير التي كان يؤمن بها سابقًا : انغمس في السياسة الليبرالية مع الاشتراكي الشهير/المحامي المؤيد لـ" الضريبة الموحدة " سينيكا دوان وأقام علاقة غرامية خارج نطاق الزواج وذهب في عطلات مختلفة وتجول في زينيث مع البوهيميين و" الفلابرز". أدرك تدريجيًا أن مغامراته في التمرد ليست عقيمة فحسب بل مدمرة أيضًا لحياته ولأصدقائه الذين أحبهم يومًا ما.
عندما تُصاب زوجة بابيت بالتهاب حاد في الزائدة الدودية يُسرع بابيت إلى المنزل ويتخلى عن كل تمرد. خلال فترة تعافيها الطويلة يستعيدان حميميتهما ويعود بابيت إلى التعايش الهادئ. في المشهد الأخير يكتشف بابيت أن ابنه تيد قد تزوج سرًا من يونيس ابنة جاره. يُبدي موافقته على الزواج مُصرّحًا بأنه مع أن عدم موافقته إلا أنه يُعجب بتيد لأنه يعيش حياته وفقًا لشروطه الخاصة.

## الاحداث
زينيث مدينة خيالية تقع في ولاية "وينيماك" الخيالية الواقعة في الغرب الأوسط والمتاخمة لولايات أوهايو وإنديانا وإلينوي وميشيغان. (لم يذكر بابيت وينيماك بالاسم لكن رواية لويس اللاحقة "أروسميث" تُفصّل موقعها). عند نشر رواية بابيت زعمت كلٌّ من الصحف في سينسيناتي ودولوث وكانساس سيتي وميلووكي ومينيابوليس أن مدينتها هي النموذج الذي تُحتذى به زينيث. ولعلّ سينسيناتي هي المدينة الأقوى ادعاءً حيث عاش لويس هناك أثناء بحثه في الكتاب. ومع ذلك تُشير مراسلات لويس الخاصة إلى أن زينيث هي أي مدينة في الغرب الأوسط يبلغ عدد سكانها ما بين حوالي 200,000 و300,000 نسمة.
انتقد لويس بشدة أوجه التشابه بين معظم المدن الأمريكية وخاصةً عند مقارنتها بالمدن الأوروبية المتنوعة والتي يرى أنها أغنى ثقافيًا. وعبّر عن استيائه من تشابه خصائص المدن الأمريكية وكتب : "من المستحيل كتابة رواية تُجسّد ميونيخ وفلورنسا في كل سطر منها على حد سواء."
أثناء بحثه عن بابيت احتفظ لويس بمذكرات مفصلة كتب فيها سيرة ذاتية مطولة لكل شخصية من شخصياته. حتى أن هذه السيرة الذاتية لشخصيته الرئيسية تضمنت سلسلة نسب مفصلة بالإضافة إلى قائمة بدورات بابيت الجامعية. وقد وُثِّقت أسماء وعائلات زينيث الرئيسية في هذه المذكرات ويظهر العديد منها مجددًا في كتابات لويس اللاحقة. كما خُيِّل تصميم زينيث بتفاصيل دقيقة. رسم لويس سلسلة من 18 خريطة لزينيث والمناطق المحيطة بها بما في ذلك منزل بابيت بجميع أثاثه.

## المواضيع

### الأعمال والطبقة المتوسطة
بعد عدم الاستقرار الاجتماعي والكساد الاقتصادي الحاد الذي أعقب الحرب العالمية الأولى رأى العديد من الأمريكيين في عشرينيات القرن الماضي أن نمو الأعمال والمدن أساسٌ للاستقرار. مثّل رواد الأعمال المدنيون والرجال العصاميون من الطبقة المتوسطة على وجه الخصوص صورًا أمريكية للنجاح في وقتٍ كان فيه تعزيز الهوية الأمريكية أمرًا بالغ الأهمية في مواجهة المخاوف المتزايدة من الشيوعية. في الوقت نفسه اعتُبرت مدن الغرب الأوسط المتنامية المرتبطة عادةً بالإنتاج الضخم وظهور مجتمع استهلاكي رموزًا للتقدم الأمريكي. وصفت لجنة جائزة نوبل عام 1930 جورج إف. بابيت الشخصية الرئيسية في الرواية بأنه "المثال الأعلى للبطل الشعبي الأمريكي من الطبقة المتوسطة. إن نسبية أخلاقيات العمل وكذلك قواعد السلوك الشخصي تُعتبر بالنسبة له إيمانًا راسخًا وهو يؤمن دون تردد بأن من قصد الله أن يعمل الإنسان ويزيد دخله ويتمتع بالتحسينات الحديثة."
كتب لويس إلى ناشره : "[جورج بابيت] هو كلنا نحن الأمريكيين في السادسة والأربعين من العمر مزدهر لكنه قلق ويريد بشغف الاستيلاء على شيء أكثر من مجرد سيارات ومنزل قبل فوات الأوان". قال لويس عن الرواية : "هذه قصة حاكم أمريكا" حيث مارس "رجل الأعمال الأمريكي المتعب" السلطة الاجتماعية والاقتصادية ليس من خلال استثنائيته ولكن من خلال التوافق المتشدد. صور لويس رجل الأعمال الأمريكي على أنه رجل غير راضٍ بشدة ومدرك بشكل خاص لنقائصه إنه "الضحية الأكثر حزنًا لبلادته المتشددة" الذي يتوق سرًا إلى الحرية والرومانسية. اعترف القراء الذين أشادوا بالواقعية النفسية للصورة بمواجهة بابيت بانتظام في الحياة الواقعية ولكنهم تمكنوا أيضًا من التعاطف مع بعض مخاوف الشخصية بشأن التوافق والوفاء الشخصي. نُشرت قصة جورج إف. بابيت بعد عامين من رواية لويس السابقة ( شارع ماين 1920) وكانت متوقعة بشدة لأن كل رواية قدمت صورة للمجتمع الأمريكي حيث "تُدخل الشخصية الرئيسية في صراع مع النظام المقبول للأشياء بما يكفي لتوضيح قسوته".

### التغيير الاجتماعي
مع أن العديد من الروائيين المشهورين الآخرين الذين كتبوا في وقت نشر بابيت يصورون "العشرينيات الصاخبة" على أنها حقبة من التغيير الاجتماعي وخيبة الأمل في الثقافة المادية إلا أن الباحثين المعاصرين يجادلون بأن لويس لم يكن نفسه عضوًا في "الجيل الضائع" من الكُتّاب الشباب مثل إرنست همنغواي أو إف سكوت فيتزجيرالد. بدلاً من ذلك تأثر بالعصر التقدمي والتغيرات في الهوية الأمريكية التي رافقت التحضر السريع للبلاد والنمو التكنولوجي والتصنيع وإغلاق الحدود. مع أن العصر التقدمي قد بنى حاجزًا وقائيًا حول رجل الأعمال الأمريكي المحترم كتب أحد الباحثين الأدبيين أن "لويس كان محظوظًا بما يكفي لظهوره على الساحة في الوقت الذي كانت فيه ملابس الإمبراطور تختفي". قورن لويس بالعديد من المؤلفين الذين كتبوا قبل وبعد نشر بابيت والذين وجهوا انتقادات مماثلة للطبقة المتوسطة. مع أن نشر كتاب "نظرية الطبقة المترفة" لثورستين فيبلين في عام 1899 قبل بابيت بوقت طويل والذي انتقد ثقافة الاستهلاك والمنافسة الاجتماعية في مطلع القرن العشرين إلا أنه يعد نقطة مقارنة يُستشهد بها كثيرًا. كما تمت مقارنة كتاب "الحشد الوحيد" لديفيد ريسمان والذي كتب بعد عقود من الزمان في عام 1950 بكتابات لويس.

## الاستقبال النقدي
الناقد الاجتماعي والساخر إتش إل مينكين وهو من أشد المؤيدين لسنكلير لويس وصف نفسه بأنه "أستاذ قديم لبابيتيري" وقال إن بابيت كان عملاً مذهلاً من أعمال الواقعية الأدبية عن المجتمع الأمريكي. بالنسبة لمينكين كان جورج إف بابيت نموذجًا أوليًا لسكان المدن الأمريكية الذين روجوا لفضائل الجمهورية والمشيخية والتوافق المطلق لأنه "ليس ما يشعر به [بابيت] ويطمح إليه هو ما يحركه في المقام الأول بل ما سيفكر فيه الناس من حوله عنه. سياسته هي سياسة طائفية وسياسة غوغاء وسياسة قطيع دينه طقوس عامة خالية تمامًا من الأهمية الذاتية." قال مينكين إن بابيت كان التجسيد الأدبي لكل شيء خاطئ في المجتمع الأمريكي. في المناخ الثقافي لأوائل القرن العشرين كان النقاد ذوو التفكير المماثل وأتباع مينكين يُعرفون باسم "مُحرضي بابيت".
مع أن إشادة مينكين ببابيت باعتباره هجاءً اجتماعيًا لا يتزعزع إلا أن نقادًا آخرين وجدوا مبالغة في تصوير لويس لرجل الأعمال الأمريكي. في مراجعة كتاب "من موباسان إلى مينكين" (1922) قارن إدموند ويلسون أسلوب لويس في رواية بابيت بأساليب الكتابة الأكثر "رشاقة" لكتّاب ساخرين مثل تشارلز ديكنز ومارك توين وقال إن أسلوب لويس الأدبي ككاتب نثر "يكاد يكون حصريًا في تصوير الناس بذيء" والشخصيات غير قابلة للتصديق. واتفق ناقد آخر مع ويلسون في أن لويس ليس توين ووصف بابيت بأنه "هجاء وحشي نابح وغير منصف" وقال : "السيد لويس هو أمهر مُبالغ في الأدب اليوم". ومع ذلك في عامها الأول من النشر بيعت 140,997 نسخة من الرواية في الولايات المتحدة. في منتصف عشرينيات القرن العشرين أصبح استهداف بابيت مصدر إزعاج لرجال الأعمال الأمريكيين وأعضاء الروتاري وغيرهم الذين بدأوا في الدفاع عن بابيت في الولايات المتحدة من خلال الصحافة الإذاعية والمجلات. وأكدوا على فضائل المنظمات المجتمعية والمساهمات الإيجابية التي قدمتها المدن الصناعية للمجتمع الأمريكي.

## الانتاجات
حُوِّلت رواية بابيت إلى أفلام مرتين وهو إنجاز وصفه ديفيد ستيريت من شركة تيرنر كلاسيك موفيز بأنه "مذهل لروايةٍ لا تحتوي على حبكةٍ واضحة". كان أول فيلمٍ مُقتبسٍ منها فيلمًا صامتًا صدر عام ١٩٢٤، بطولة ويلارد لويس في دور جورج إف. بابيت. ووفقًا لسجلات وارنر براذرز بلغت تكلفة هذا الفيلم ١٢٣ ألف دولار وحقق ٢٧٨ ألف دولار من التأجير المحلي و٢٨ ألف دولار من التأجير الخارجي ليبلغ إجمالي إيراداته في شباك التذاكر ٣٠٦ آلاف دولار.
كان الفيلم الثاني فيلمًا ناطقًا من عام ١٩٣٤ من بطولة جاي كيبي. ومع أن هذه النسخة حافظت إلى حد ما على رواية لويس إلا أنها اتسمت بالحرية في حبكة القصة إذ بالغت في تضخيم علاقة بابيت الغرامية وصفقة عقارية فاشلة. كلا الفيلمين من إنتاج شركة وارنر براذرز.
كان إنتاج بابيت في عام 1987 هو المسرحية الصوتية الأولى التي قدمتها شركة أعمال مسرح لوس أنجلوس.
في نوفمبر 2023، عرض مسرح لا جولا مسرحية مقتبسة من تأليف جو ديبييترو عن رواية بابيت بطولة ماثيو بروديريك كجزء من موسم 2023-2024. افتتحت شركة مسرح شكسبير في واشنطن العاصمة المسرحية في أكتوبر 2024.

## التأثير الثقافي
في الأدب الأمريكي والثقافة الشعبية أصبحت شخصية وسلوكيات جورج إف. بابيت راسخة كنماذج سلبية للشخصية فالبابيت هو "رجل أعمال مادي وراضٍ يتوافق مع معايير مجموعته [الاجتماعية]" والبابيتي هو "السلوك الفلسفي لبابيت". تشمل الأمثلة كتاب سي إي إم جواد عام 1927 بعنوان "بابيت وارن" وهو نقد لاذع للمجتمع الأمريكي وقصيدة فاشيل ليندسي عام 1922 "مخيم بابيت". أشارت إليزابيث ستيفنسون إلى الشخصية في عنوان تاريخها الشعبي لعشرينيات القرن العشرين "البابيتس والبوهيميون : من الحرب العظمى إلى الكساد الأعظم".
كان بيلبو باجينز الشخصية الرئيسية في رواية الهوبيت لجيه آر آر تولكين مستوحى جزئيًا من بابيت كما كان عنوان الكتاب نفسه. يُعرف بيلبو والهوبيت بوجه عام بكونهم أكثر راحة في المنزل وغير مهتمين بالمغامرة ومهتمين في المقام الأول بتراكم الطعام والممتلكات. توجد تأثيرات خيالية أخرى في رواية بلا عيون في غزة لألدوس هكسلي وهدية هومبولت لسول بيلو. في كلتا الروايتين تقارن إحدى الشخصيات شخصية أخرى بجورج بابيت متباينة بين صفاتهم الطموحة ورضاهم المطلق. الرواية هي أحد مصادر إلهام رواية الأرنب الهارب (بطلها أيضًا رجل أعمال راضي وغير محقق) وتكملاتها لجون أبدايك.

## الفهرس
- هاينز، توماس س. "أصداء من "زينيث": ردود فعل رجال الأعمال الأمريكيين تجاه بابيت"، مجلة تاريخ الأعمال، المجلد 41، العدد 2 (1967)
- هتشيسون، جيمس م. "كلنا في السادسة والأربعين: صناعة بابيت لسنكلير لويس"، مجلة الأدب الحديث 18، رقم 1 (1992): 98.
- هتشيسون، جيمس م. صعود سنكلير لويس: 1920-1930 (كلية الولاية، بنسلفانيا: مطبعة جامعة ولاية بنسلفانيا، 1996). رقم ISBN 0271015039
- لويس، سنكلير. "مقدمة غير منشورة لبابِت"، في كتاب "اذهب شرقًا، أيها الشاب: سنكلير لويس يتحدث عن الطبقة في أمريكا "، تحرير سالي إي. باري (نيويورك: سيجنت كلاسيكس، ٢٠٠٥).
- الحب، جلين أ. بابيت: حياة أمريكية (نيويورك: دار نشر توين، ١٩٩٣)
- شورر، مارك. سنكلير لويس: حياة أمريكية (نيويورك: ماكجرو هيل، ١٩٦١)

## روابط خارجية
- بابيت على موقع الموسوعة البريطانية (الإنجليزية)